# Velika nagrada Sirakuz 1967
Velika nagrada Sirakuz 1967 je bila četrta neprvenstvena dirka Formule 1 v sezoni 1967. Odvijala se je 21. maja 1967 v Sirakuzah na Siciliji in je bila zadnja dirka za Veliko nagrado Sirakuz zaradi vse manjše udeležbe boljših dirkačev in moštev. Zmagala sta Ferrarijeva dirkača Mike Parkes in Ludovico Scarfiotti.

## Dirka
| Poz | Dirkač              | Moštvo                 | Konstruktor     | Čas/Odstop   | Št. m. |
| --- | ------------------- | ---------------------- | --------------- | ------------ | ------ |
| 1   | Mike Parkes         | SEFAC Ferrari          | Ferrari         | 1.40:58.4    | 1      |
| 1   | Ludovico Scarfiotti | SEFAC Ferrari          | Ferrari         | + 0.0 s      | 2      |
| 3   | Jo Siffert          | Rob Walker Racing Team | Cooper-Maserati | 54 krogov    | 3      |
| 4   | Chris Irwin         | Reg Parnell (Racing)   | Lotus-BRM       | 53 krogov    | 7      |
| 5   | Jo Bonnier          | Ecurie Bonnier         | Cooper-Maserati | 53 krogov    | 5      |
| Ods | Mike Spence         | Reg Parnell (Racing)   | BRM             | Pritisk olja | 4      |
| Ods | Silvio Moser        | Fritz Baumann          | Cooper-ATS      | Sklopka      | 6      |
| DNS | Jo Schlesser        | Ford (France)          | Matra-Cosworth  | Trčenje      | (8)    |
| WD  | Guy Ligier          | Guy Ligier             | Cooper-Maserati |              | -      |
| WD  | Bob Anderson        | DW Racing Enterprises  | Brabham-Climax  |              | -      |
| WD  | David Hobbs         | Bernard White Racing   | BRM             |              | -      |
| WD  | André Wicky         | André Wicky            | Porsche Special |              | -      |